# スズキ・カーナ
カーナ（Carna）はスズキが販売していたスクータータイプの原動機付自転車である。1985年7月発売。

## 概要
カーナは49kgと軽量な車体に、最大出力6.5psのA119型空冷2サイクルエンジンを搭載し、高いパワーウェイトレシオを誇っていた。
1985年9月には、特別色としてヨシムラカラー（トルネードカラー）が追加され、1986年にはフロントバスケットが装備されたロシニョール、特別色のパステルカラー、スポーツ仕様のカーナF3が追加された。なお、カーナF3のTVCMには当時ヨシムラチームでスズキ車を使用していた辻本聡が起用され、CMソングは白井貴子のNEXT GATEが使用された。